# عکاسی انسان‌گرا
عکاسی انسان‌گرا (انگلیسی: Humanist photography)، یک ژانر در عکاسی و یک جنبش بین‌المللی بود که از نمایندگان برجسته اولیه آن می‌توان به روبر دوانو، ویلی رونیس و همچنین یکی از بنیان‌گذاران مگنوم فوتوز، آنری کارتیه برسون اشاره کرد که تمرکز اصلی او بر انسان در زندگی روزمره بود.
این سبک در اواسط قرن بیستم ظهور کرد و بیشتر با اروپا، به ویژه فرانسه، مرتبط است،جایی که تغییرات بزرگ دو جنگ جهانی آغاز شد، هرچند این یک جنبش جهانی بود. این سبک از عکاسی خبری، که بخشی از گزارشگری محسوب می‌شود، متمایز است، زیرا بر تجربه روزمره انسانی و مشاهده رفتارها و آداب‌ورسوم تمرکز دارد تا بر رویدادهای خبری. با این حال، عکاسان این سبک آگاهانه شرایط خاص و روندهای اجتماعی را به‌تصویر می‌کشند و اغلب بر اقشار فرودست یا کسانی که از درگیری، مشکلات اقتصادی یا تعصب آسیب دیده‌اند، تمرکز دارند. عکاسی انسان‌گرا ایده طبیعت انسانی مشترک جهانی را تأیید می‌کند. ژان کلود گوتراند عکاسی انسان‌گرا را این‌گونه توصیف می‌کند:  
گرایشی شاعرانه، گرم، پرشور و پاسخگو به رنج‌های بشری که در دهه ۱۹۵۰ در اروپا، به‌ویژه فرانسه، شروع به خودنمایی کرد... عکاسان رؤیای جهانی پر از همیاری و همدلی را در ذهن داشتند که به‌طور ایده‌آل در یک نگاه محبت‌آمیز متجلی می‌شد.
این عکاسان، با عکاسی خیابانی یا در کافه‌ها، عمدتاً به‌صورت سیاه‌وسفید و با استفاده از نور طبیعی و دوربین‌های کوچک محبوب آن زمان، آنچه نویسنده پیر مک اورلان (۱۸۸۲–۱۹۷۰) «شگفتی اجتماعی خیابان» می‌نامید را کشف کردند،و سبک تصویرسازی آن‌ها، زندگی مردم عادی اروپا، به‌ویژه در پاریس، را به شیوه‌ای شاعرانه و رمانتیک به تصویر کشید.

## عکاسان انسان‌گرا
فهرست زیر کامل نیست، اما عکاسانی را معرفی می‌کند که تا حدی یا کاملاً به این جنبش مرتبط هستند:
- ایلزه بینگ
- ورنر بیسشوف
- ادوارد بوبا
- مارسل بوویس
- براسایی
- آنری کارتیه-برسون
- ژان-فیلیپ شاربونیه
- پیتر کورنلیوس
- دومینیک داربوا
- روبر دوانو
- آنریته گراندات
- دیو هیث
- فرانک هوروات
- ایزیس بیدرماناس
- پیر ژاهان
- ارگی لاندو
- دوروتیا لنگ
- لوسین لورل
- ویوین مایر
- رنه مالتت
- اروین مارتون
- اولیویه میر
- اینگه مورات
- ژنین نیپس
- گی پرس
- مارک ریبو
- مانوئل ریورا اورتیز
- ویلی رونیس
- امیل ساویتری
- روجر شال
- بیل شواب
- دابلیو. یوجین اسمیت
- لوئیس استتنر
- ایوت ترویسپوکس
- فرانسوا توفر
- سابین وایس
- ورنر روزنبرگ